# Lonchoptera birmanica
Lonchoptera birmanica är en tvåvingeart som beskrevs av Andersson 1971. Lonchoptera birmanica ingår i släktet Lonchoptera och familjen spjutvingeflugor.
Artens utbredningsområde är Myanmar. Inga underarter finns listade i Catalogue of Life.